# Massflöde
Massflöde, storhet i strömningsmekanik, definierat som den massa, av en fluid, som passerar en gränsyta per tidsenhet. SI-enheten för massflöde är kg/s. Genom att dividera med densitet fås volymflöde.
För att reglera ett massflöde används en massflödesmätare. Den är konstruerad med en öppning och ett utlopp och däremellan en ventil som öppnas olika mycket för att reglera hur mycket flöde som kan passera. För att mäta det aktuella flödet finns inuti massflödesmätaren en liten slinga där endast en liten del av det totala flödet passerar. Där läggs en effekt som värmer fluiden. Genom att mäta temperaturen före och efter uppvärmningen kan man, då värmekapaciteten för ämnet är känt, beräkna det totala flödet. Med hjälp av reglerteknik kan detta mätvärde återkopplas till det inställda börvärdet, och flödet kan på så sätt regleras.